# Lepidochitona salvadorensis
Lepidochitona salvadorensis är en blötdjursart som beskrevs av Garcia-Rios 2006. Lepidochitona salvadorensis ingår i släktet Lepidochitona och familjen Ischnochitonidae. Inga underarter finns listade i Catalogue of Life.